# Ростовський повіт (Катеринославська губернія)
Росто́вський пові́т — історична адміністративно-територіальна одиниця Російської імперії у складі Новоросійської губернії (1797—1802) і Катеринославської губернії (1802—1887).
1797 року Новоросійська губернія поділена заново на 12 повітів (у їх числі був і Ростовський повіт).
З поділом 1802 року Новоросійської губернії на три менших. Ростовський повіт входить до складу Катеринославської губернії.
17 серпня 1806 року Олександр І наказав перевести повітові установи з Таганрогу до Ростова.
1887 відійшов до Області Війська Донського та був перетворений на Ростовський округ.